# Roy Halladay
Roy Halladay, soprannominato Doc, all'anagrafe Harry Leroy Halladay III (Denver, 14 maggio 1977 – Holiday, 7 novembre 2017), è stato un giocatore di baseball statunitense che ha giocato nel ruolo di lanciatore nella Major League Baseball (MLB).
Il 29 maggio 2010, lanciò la 20ª partita perfetta della storia della MLB. 
È morto nel 2017 all'età di 40 anni in un incidente aereo avvenuto nel Golfo del Messico. È stato introdotto nella Baseball Hall of Fame nel 2019.

## Carriera
Halladay frequentò la Arvada West High School di Arvada, Colorado e fu scelto dai Toronto Blue Jays nel primo giro del draft MLB 1995, come 17º assoluto, giocandovi dal 1998 al 2009. Con essi fu convocato per sei All-Star Game e vinse il Cy Young Award dell'American League nel 2003 dopo avere guidato la MLB con 22 vittorie. Il 15 dicembre 2009 fu scambiato con i Philadelphia Phillies per i prospetti delle minor league Travis d'Arnaud, Kyle Drabek e Michael Taylor. Con la nuova squadra firmò un contratto quadriennale del valore di 60 milioni di dollari.
Il 29 maggio 2010, Halladay lanciò la 20ª partita perfetta della storia della MLB, contro i Florida Marlins a Miami, eliminando tutti i 27 battitori, senza concedere valide, punti, basi su ball e errori. Fu la prima volta nell'era moderna che due lanciatori (Dallas Braden degli Oakland A's e Halladay) lanciarono due partite perfette nello stesso mese. In precedenza non erano nemmeno avvenute due partite perfette nella stessa stagione.

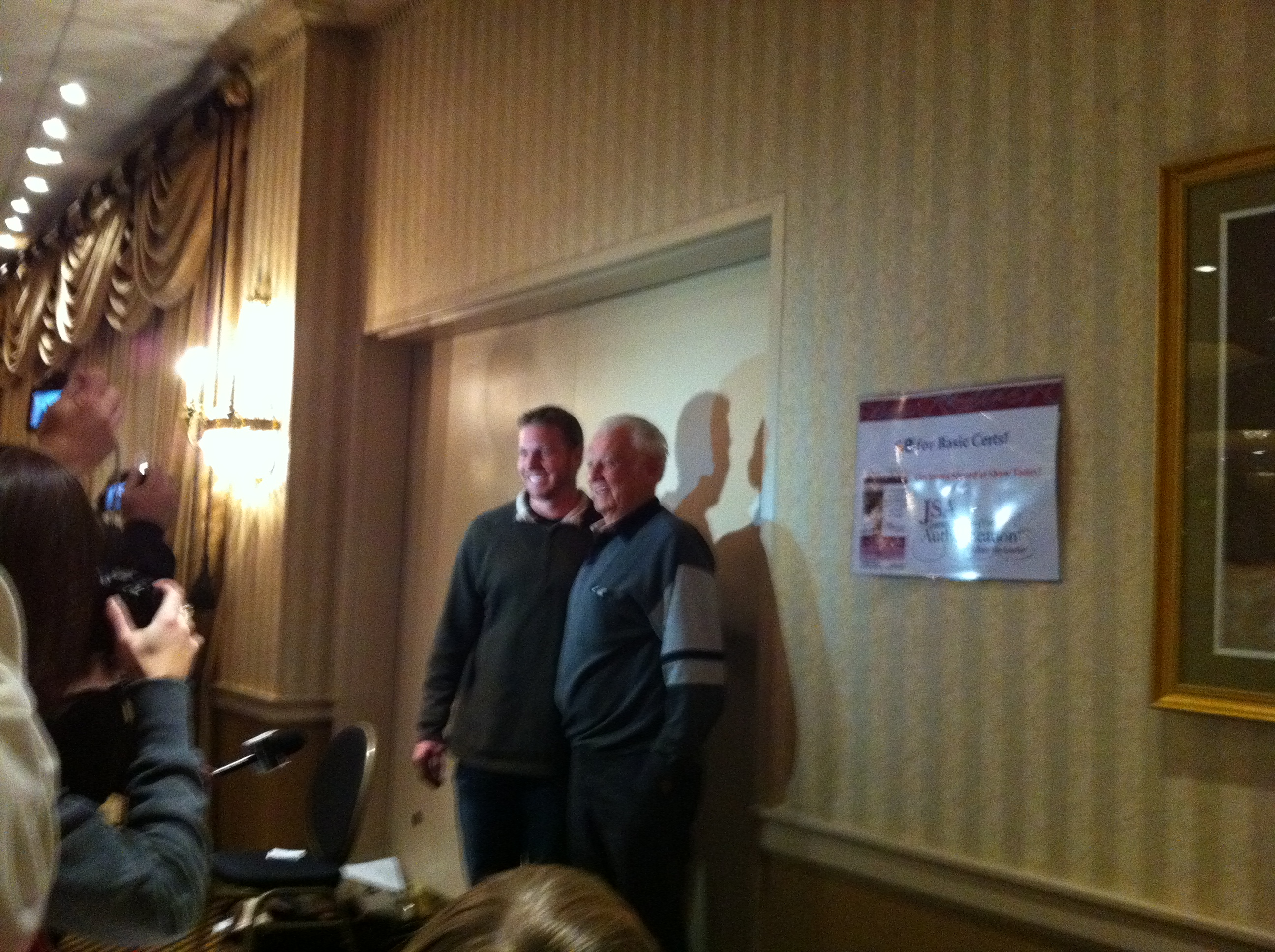
Roy Halladay e Don Larsen, gli unici due lanciatori ad avere lanciato un no-hitter nei playoff nella storia della MLB

Il 6 ottobre 2010, nella sua prima apparizione ai playoff, Halladay lanciò un no-hitter (il secondo della sua stagione), contro i Cincinnati Reds nella prima gara delle National League Division Series (NLDS). Divenne così il secondo giocatore della storia a lanciare un no-hitter nei playoff, dopo Don Larsen dei New York Yankees, che lanciò una partita perfetta nelle World Series 1956. Divenne inoltre il primo lanciatore da Nolan Ryan nel 1973 a lanciare due no-hitter nella stessa stagione, oltre che il settimo con un perfect game e un altro no-hitter in carriera, dopo Cy Young, Addie Joss, Jim Bunning, Sandy Koufax, Randy Johnson e Mark Buehrle. Halladay concesse solamente una base ball all'esterno destro Jay Bruce con due eliminati nel quinto inning, affrontando solo un battitore in più del minimo di 27. Fu anche la prima volta nella storia della Major League che un giocatore ebbe un perfect game e un no-hitter nella stessa stagione. A fine anno fu premiato unanimente col Cy Young Award della National League, diventando il quinto giocatore a vincerlo in entrambe le leghe dopo Gaylord Perry, Pedro Martínez, Randy Johnson e Roger Clemens.
Nel 2011, Halladay si classificò secondo nel Cy Young Award dietro a Clayton Kershaw, venendo convocato per il suo ottavo e ultimo All-Star Game. Giocò con i Phillies fino al 2013, ritirandosi per un infortunio alla schiena.

## Palmarès
- Cy Young Award: 2

2003, 2010
- MLB All-Star: 8

2002, 2003, 2005, 2006, 2008–2011
- Leader della MLB in vittorie: 2

2003, 2010
- Lanciatore di una partita perfetta (29 maggio 2010)
- Lanciatore del mese: 4

AL: maggio e settembre 2003, aprile 2007
NL: luglio 2010
- Giocatore del mese: 5

AL: 7 settembre 2003, 14 maggio 2006, 17 maggio 2009
NL: 11 aprile e 30 maggio 2010